# Gottlieb Muffat

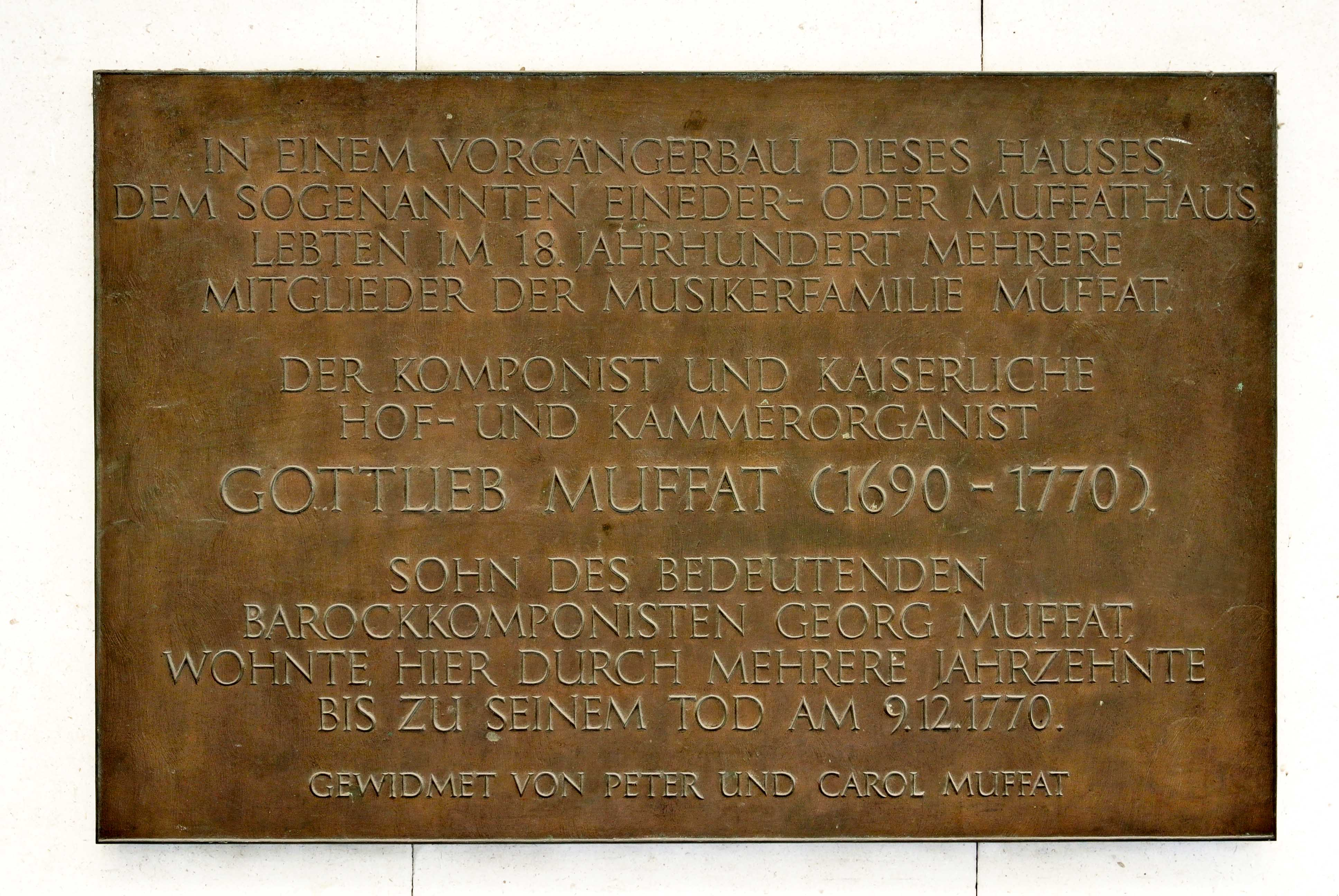
Gedenkplaat voor Gottlieb Muffat in Wenen

Gottlieb Theophil Muffat (Passau, gedoopt 25 april 1690 - Wenen, 10 december 1770) was een Duits componist en organist.

## Leven
Gottlieb Muffat was een zoon van de componist, kapelmeester en organist Georg Muffat (1653-1704). Hij studeerde in Wenen bij Johann Joseph Fux, waar zijn broer Franz Georg Muffat (1681–1710) werkte in de hofkapel. I dezelfde stad werd Gottlieb Muffat in 1717 door Keizer Karel VI benoemd tot tweede hoforganist. In 1751 volgde zijn aanstelling als eerste organist. Daarmee werd hij ook belast met het muzikale onderwijs van de keizerlijke kinderen, onder wie de latere keizer Jozef II en diens mede-regentes Maria Theresia van Oostenrijk.
Muffat componeerde veel voor orgel, onder meer 72 Versetl samt 12 Tokkaten (1726). Voor klavecimbel schreef hij onder meer Componimenti musicali (1739). Ook componeerde hij een Salve regina, een Sonata pastorale en drie klavecimbelconcerten, waarin hij al elementen van de moderne galante stijl gebruikte.
In 1940 werd in Meidling (12de district) de Muffatgasse naar hem vernoemd.